# トールミン
トールミン（スロベニア語: Tolmin）は、スロベニア北部の地方行政区画としての市である。中心地は小さな町、トールミンである。

## フリウリ地震
1976年5月6日に、隣国のイタリア、フリウリ＝ヴェネツィア・ジュリア州を震源としたフリウリ地震が発生、国境付近のトールミン地方も激しい揺れに見舞われた。同年5月9日の国営タニューグ通信は余震も含めて6000軒の建物が倒壊して3000人が家を失ったと伝えた。